# 崔田夫
崔田夫（1902年11月—1978年11月17日），原名崔文宪，男，陕西绥德人，中华人民共和国政治人物，曾任陕西省人民委员会委员，陕西省政协副主席。

## 生平
年轻时为雇农。1925年秋参加农民运动。1926年被选为村农民协会委员长。1927年任绥德南区农民协会组织委员。
1928年6 月加入中国共产党。1929年7月任中共绥德南区区委书记。1931年后绥德南区区委改为绥（ 德） 清（ 涧） 中心区委，仍任书记，参与领导建立红军游击队。1933年7月出席在佳县召开的中共陕北特委扩大会议，当选为中共陕北特委书记。1933年8月在绥清地区领导组建红军陕北游击第二支队。1934年5月组织成立红军陕北游击队总指挥部。1934年6月赴天津向中共驻北方代表孔原汇报请示工作，9月返回陕北，组织成立红二十七军第84师。1935年2月在安定县周家睑主持召开陕北、陕甘边两特委联席会议，任中共西北工作委员会代理书记。1935年10月党中央到陕北。1936年2月任安定县苏维埃政府主席。1937年春成立中共陕甘宁特区委员会执委、陕北省苏维埃政府副主席。
抗日战争爆发后，任中共陕甘宁边区中央局委员、陕甘宁边区民众抗敌后援会组织部部长兼农民部部长、常委。1941年5月中共中央西北局成立，任党务委员会书记。中央职工运动委员会委员，参加延安整风。1945年4月参与组织中国解放区职工联合会筹备委员会，被推选为常务委员、副主任。
1945年10月西北局党务委员会被取消，成立西北局监察委员会，任监委书记。1947年10月任中共绥德地委组织部副部长。1949年5月成立中共陕北区委员会和陕北行政公署，任区党委委员、行署第二副主任、代理主任，兼监察委员会主任。
中华人民共和国成立后，历任中国共产党陕西省纪律检查委员会副书记、省人民监察委员会副主任、省建设委员会副主任、无定河治理委员会副主任、陕西省人民委员会委员、陕西省政协第四届委员会副主席等职。